# Cayetunya colombiana
Cayetunya colombiana es un coleóptero de la familia Chrysomelidae.
Fue descrita científicamente en 1997 por Flowers.